# Marcus Hardegård
Hans Marcus Hardegård, född 15 mars 1997 i Älvsbyn, är en svensk professionell ishockeyspelare som från och med säsongen 2025/2026 återvänder som spelare för Timrå IK. Hardegård har tidigare spelat för bland annat Älvsby IF, Luleå Hockey och Örebro HK. 

## Meriter
Marcus tog våren 2025 SM-guld med Luleå Hockey.